# Élections législatives est-timoraises de 2023
Les élections législatives est-timoraises de 2023 se déroulent le 21 mai 2023 afin de renouveler pour cinq ans les membres du Parlement national du Timor oriental.
Le gouvernement sortant mené par le Premier ministre Taur Matan Ruak est composé de sa formation politique, le Parti de libération du peuple (PLP), en coalition avec le KHUNTO, le Front révolutionnaire pour l'indépendance (Fretilin) et le Parti démocrate (PD). Le parti du président José Ramos-Horta, le Congrès national de reconstruction timoraise (CNRT) est quant à lui dans l'opposition.
Le CNRT remporte les élections en arrivant largement en tête, tandis que son principal rival, le Fretilin, connait le pire résultat électoral de son histoire. Le scrutin voit par conséquent le retour du dirigeant du CNRT, Xanana Gusmão, au poste de Premier ministre. Celui ci forme rapidement un gouvernement de coalition avec le PD, mettant ainsi fin à la période de cohabitation.

## Contexte

### Gouvernement Matan Ruak

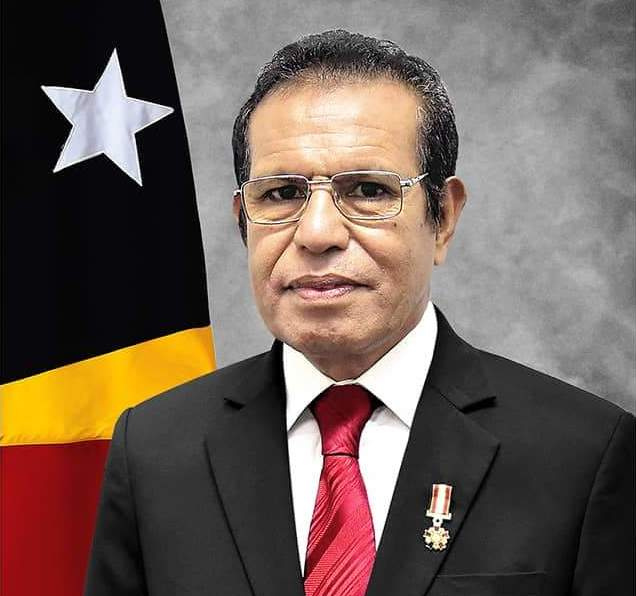
Taur Matan Ruak

Les élections législatives de mai 2018 sont organisées de manière anticipée à la suite de l'échec de la formation d'une coalition gouvernementale stable après les élections de l'année précédente, malgré une tentative de grande coalition réunissant le Congrès national de reconstruction timoraise (CNRT) et le Front révolutionnaire pour l'indépendance (Fretilin) qui aurait permis au chef de ce dernier, Rui Maria de Araújo, de se maintenir au poste de Premier ministre.
Les élections de 2018 provoquent une alternance politique avec la victoire de l'Alliance pour le changement et le progrès (AMP), qui rassemble le CNRT, le Parti de libération du peuple (PLP) et le KHUNTO. L'alliance remporte ainsi la majorité absolue des sièges avec près de la moitié des suffrages. Malgré un résultat en suffrages en hausse, le Fretilin se retrouve relégué dans l'opposition. Après plusieurs semaines de spéculation sur un retour de Xanana Gusmão (CNRT) au poste de Premier ministre, l'alliance désigne finalement Taur Matan Ruak, du PLP, tandis que Gusmão conserve la main sur le portefeuille du développement économique et que le Khunto obtient plusieurs ministères. Ce partage du pouvoir est alors vu comme une stratégie de resserrement des liens entre les partis composant la coalition, face à un Fretilin électoralement peu affaibli. Ce dernier conserve par ailleurs une minorité de blocage empêchant le nouveau gouvernement de passer outre d'éventuels veto de la part du président Francisco Guterres, membre du  Fretilin. Le veto présidentiel est de fait utilisé dès les débuts du nouveau gouvernement, Guterres bloquant la nomination de plusieurs ministres aux compétences jugés « insatisfaisantes » par le président.
Ces blocages finissent par provoquer des dissensions au sein de la coalition, seuls les ministères alloués à des membres du CNRT continuant à ne pas être pourvus en ministres, tandis que leurs portefeuilles sont gérés collectivement par les ministres des autres partis de l'AMP. Cette situation se poursuit dix huit mois, ce qui conduit le CNRT à reprocher au Premier ministre de s'en accommoder. Faute d'un déblocage, le parti finit par annoncer son retrait de l'AMP et s'abstient lors du vote du budget, qui échoue le 17 janvier 2020. Confronté à la perte de sa majorité, Taur Matan Ruak présente alors sa démission, le CNRT annonçant son intention de former un gouvernement avec le Khunto, le Parti démocrate (PD), le Frenti-Mudança (FM), l'Union démocratique timoraise (UDT) et le Parti uni pour le développement et la démocratie (PUDD). A la surprise générale, Francisco Guterres demande cependant à Taur Matan Ruak de rester en poste afin de former une nouvelle coalition. Après plusieurs mois de négociations perturbés par l'apparition de la Pandémie de Covid-19, — qui conduit notamment le Khunto à effectuer un revirement d'alliance —, le Premier ministre forme le 24 juin 2020 un nouveau gouvernement de coalition réunissant le PLP, le KHUNTO, le Fretilin et le PD,.

### Élection présidentielle de 2022

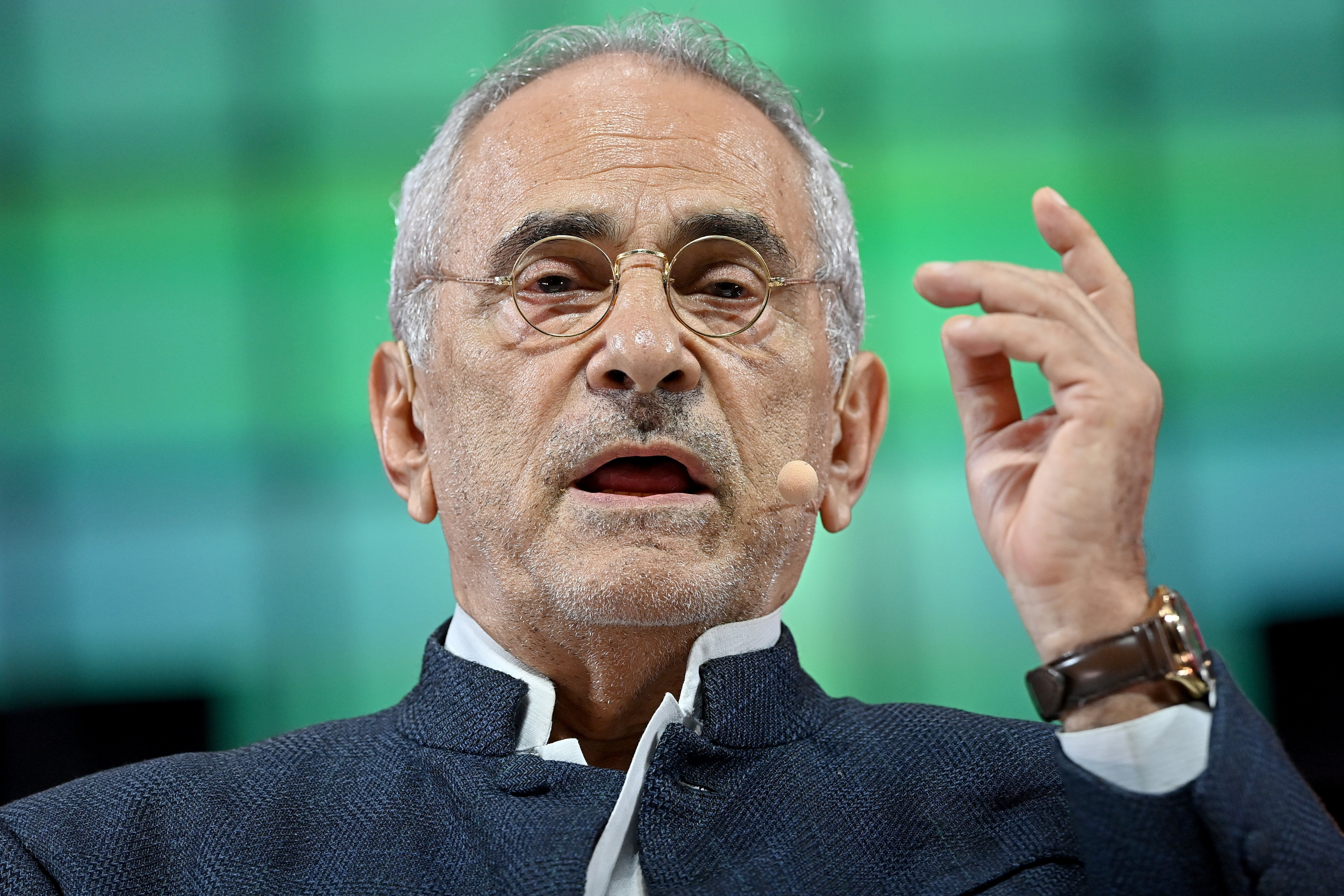
José Ramos-Horta

Candidat à un second mandat lors de l'élection présidentielle de 2022, Francisco Guterres est largement battu au second tour par José Ramos-Horta. Titulaire en 1996 du prix Nobel de la paix pour son travail sur une solution pacifique à la guerre d'indépendance menée par le Timor contre l'occupant Indonésien, José Ramos-Horta l'emporte dans ce qui constitue alors une réplique exacte de l'élection présidentielle de 2007, qui avait vue Ramos-Horta l'emporter sur Guterres au second tour avec une avance similaire. La victoire du candidat du CNRT entraine une nouvelle période de cohabition,,. Très critique de l'utilisation par son prédécesseur du veto présidentiel pour bloquer la nomination de ministres — une pratique qu'il qualifie avant la présidentielle de « violation de la constitution » —, José Ramos-Horta fait part de son intention de soutenir l'action du gouvernement jusqu'à la fin du mandat de la législature,.
Le président annonce la tenue des élections pour le 21 mai 2023, dans un discours au cours duquel il critique vivement la conduite des dirigeants des partis et les appelle à faire preuve d'intégrité, d'éthique morale, d'indépendance et à s'éloigner du dogmatisme politique. Il souligne notamment l'importance que revêt à ses yeux le scrutin en termes de construction d'un système démocratique dans le pays. Âgé de 75 ans, figure de la « génération de 1975 » — celle des dirigeants ayant mené le Timor à l'indépendance —, José Ramos-Horta appelle notamment à mettre en œuvre la transition générationnelle au sein de la classe dirigeante,.

## Système électoral

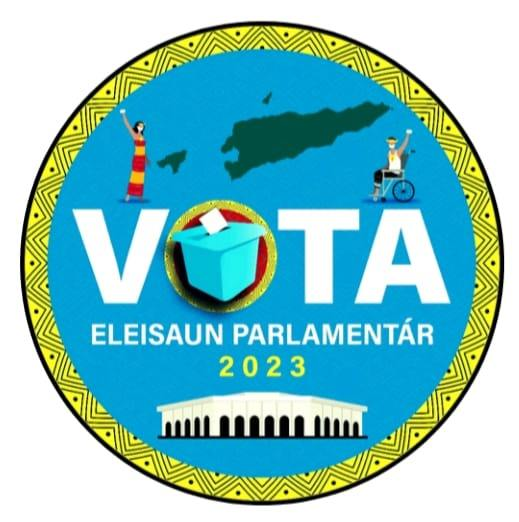
Logo des élections.

Le Parlement national du Timor oriental est un parlement monocaméral composé de 65 sièges pourvus pour cinq ans au scrutin proportionnel de liste dans une seule circonscription nationale. Les sièges sont répartis à la méthode D'Hondt à tous les partis ayant franchi le seuil électoral de 4 % des suffrages exprimés,.
Les électeurs doivent voter dans la municipalité de leur lieu de résidence. Cette obligation avait cependant conduit à une hausse de l'abstention lors de la dernière présidentielle, une part non négligeable de la population ayant migré dans la capitale Dili pour trouver du travail. Des bureaux de vote supplémentaires correspondant à chacune des municipalités sont par conséquent ouverts dans la capitale lors de ces élections législatives, pour un total national de près de 1880 bureaux de vote,.

## Campagne

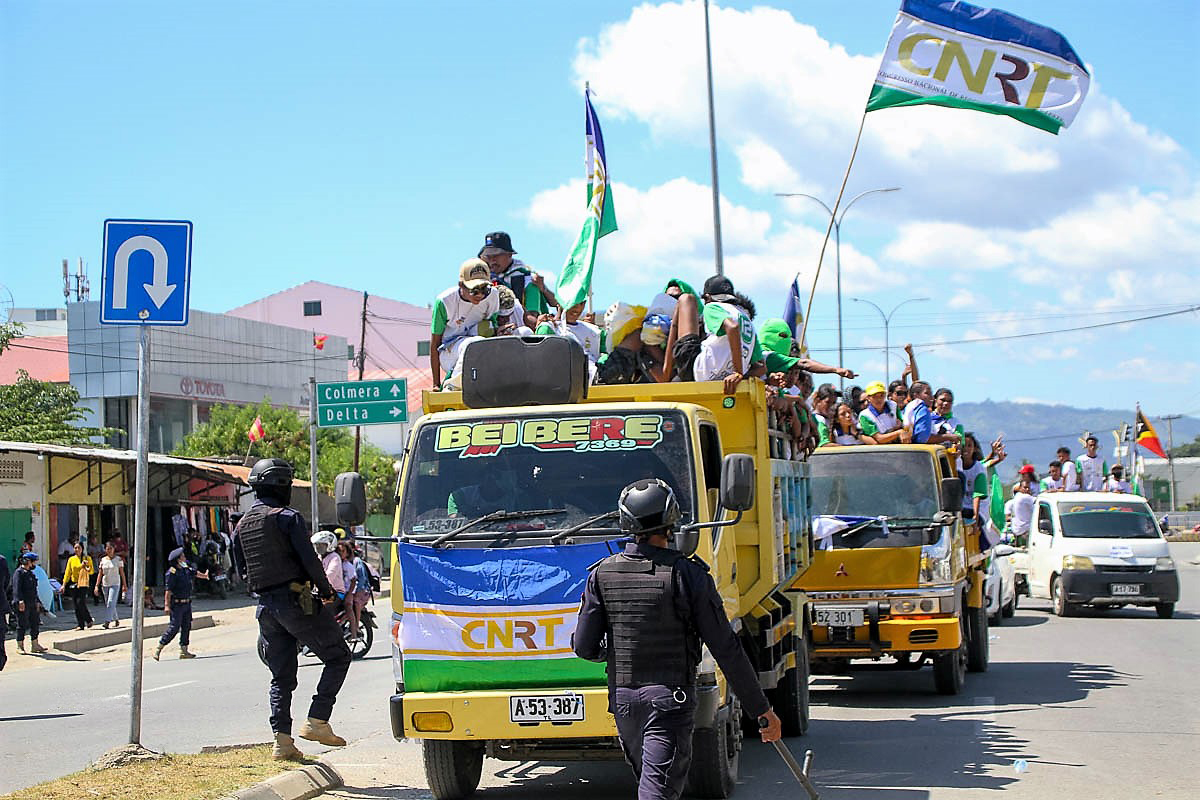
Camions de campagne du CNRT à Dili.

La période de campagne officielle s'étend du 19 avril au 18 mai, deux jours avant le scrutin. Contrairement à 2018, qui avait vu la plupart des partis former des alliances, ceux ci s'affrontent seuls en 2023, malgré la tentative de formation de plusieurs alliances de partis mineurs, invalidées faute d'enregistrement à temps de plusieurs nouveaux partis. Les élections font par ailleurs suite au désenregistrement en 2018 par la Cour suprême de sept formations politiques existantes — dépourvues de sièges — qui ne répondent alors plus aux critères de la loi électorale,.

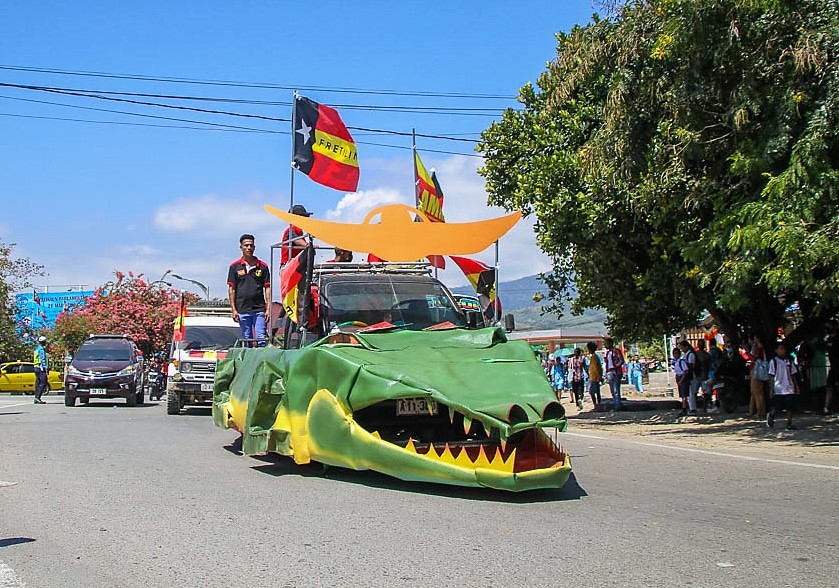
Voiture crocodile de campagne du Fretilin

Le Frenti-Mudança (FM), qui dispose d'un siège dans la législature sortante, fait quant à lui les frais de ses divisions internes. Son dirigeant Ricardo Cardoso Nheu et son prédécesseur Egídio de Jesus déposent en effet tous deux une liste au nom du parti, ce qui conduit la Commission électorale nationale (CNE) à refuser leur enregistrement. La CNE et le Tribunal d'appel se déclarent dans l'incapacité de juger la validité d'une liste sur l'autre, et appellent à une clarification de leurs pouvoirs dans ce domaine par la future législature.
Le système multipartite voit la campagne dominée par plusieurs formations autour des thèmes communs du développement économique, de la création d'emploi et de l'éducation, plébiscités par les électeurs. Principales composantes du gouvernement sortant à continuer à s'entendre, le Front révolutionnaire pour l'indépendance du Timor oriental (Fretilin), le Kmanek Haburas Unidade Nasional Timor Oan (KHUNTO) et le Parti de libération du peuple (PLP) annoncent le 15 avril la signature d'un accord dans lequel ils s'engagent à renouveler leur coalition en cas de victoire.

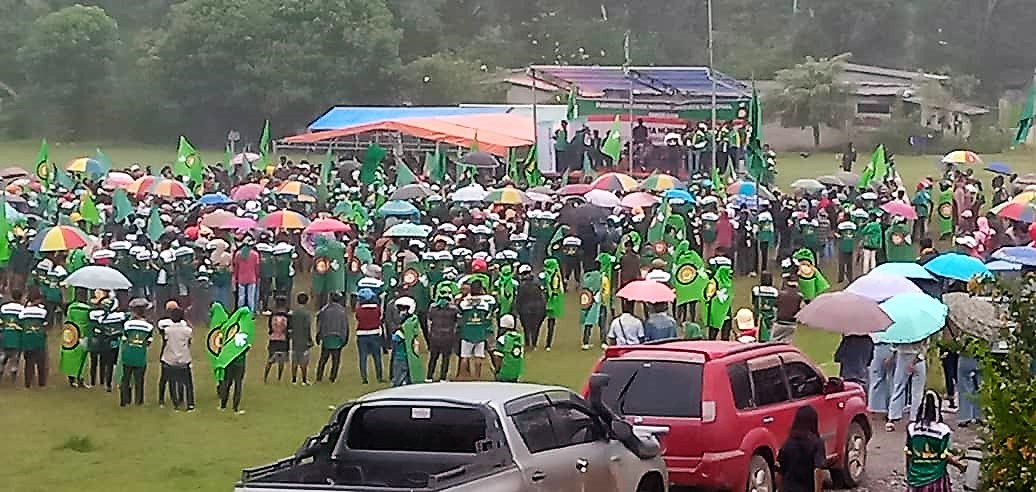
Meeting électoral du KHUNTO à Ainaro

Situé dans l'opposition, le Congrès national de reconstruction timoraise (CNRT) domine dans les sondages d'intention de vote, tout comme son dirigeant Xanana Gusmão, une alliance du CNRT avec le Parti démocrate (PD) étant par ailleurs privilégiée par les sondés. Gusmão fait cependant face aux critiques du Fretilin envers sa gestion des négociations concernant le Timor Gap lorsqu'il était au pouvoir, ainsi que concernant l'échec de la mise en place d'un ferry après la faillite de celui de l'entreprise Haksolok. Le Fretilin accuse ainsi l'ancien Premier ministre de se conduire comme s'il n'avait pas été au pouvoir au cours des quinze dernières années. Ces attaques amènent Gusmão à refuser l'organisation de deux débats électoraux proposés par le chef du Fretilin, Marí Alkatiri.

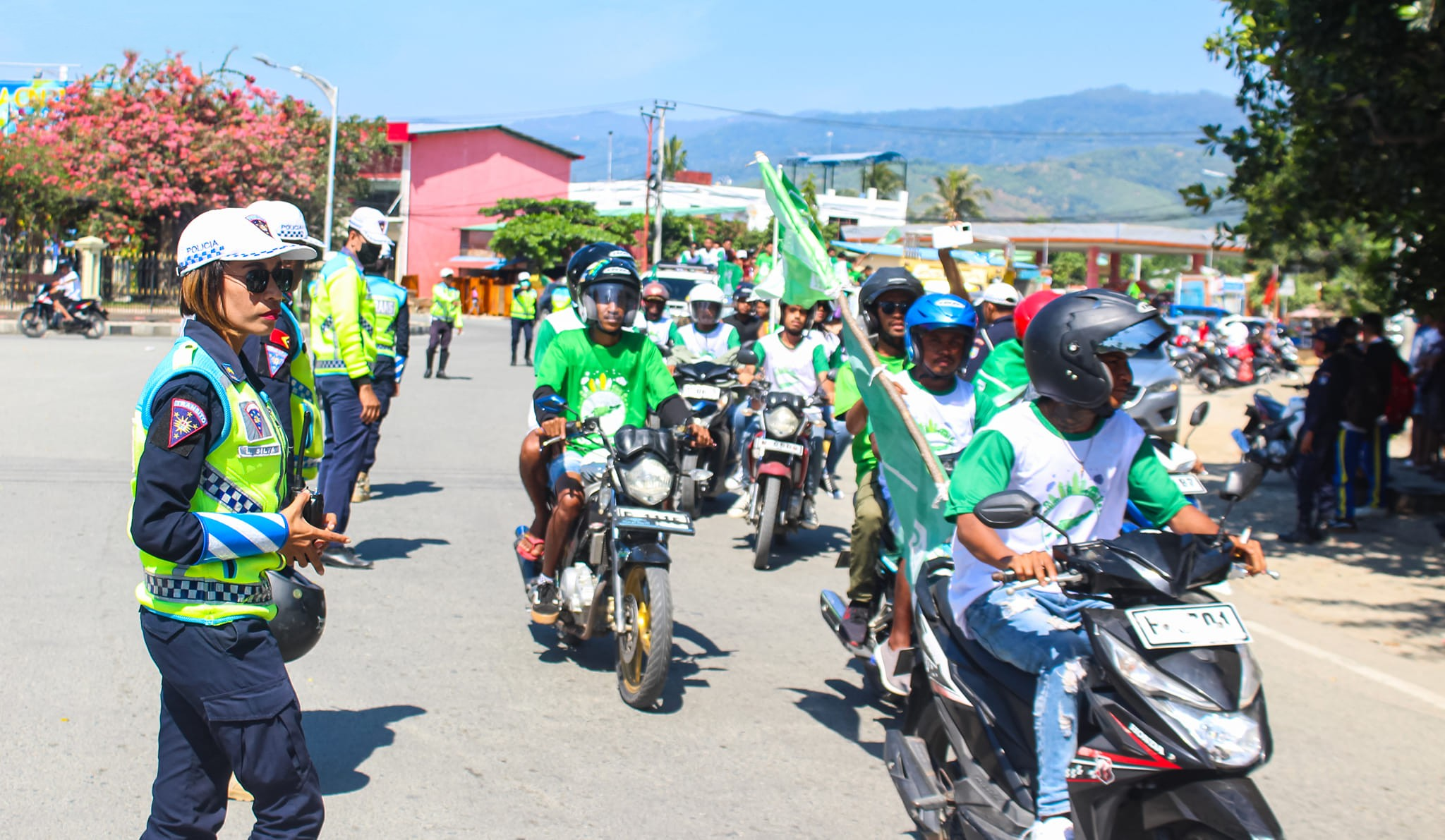
Policiers surveillant un rassemblement de partisans du Parti des verts à Dili

La campagne est marquée par deux affrontements entre militants de partis opposés les 27 avril et 12 mai, qui voient quatre membres du KHUNTO hospitalisés,. Le 15 mai, ces évènements amènent le président José Ramos-Horta à critiquer publiquement les liens du KHUNTO ainsi que du récemment créé Parti vert du Timor avec des groupes de pratiquants des arts martiaux. De manière voilée, le président remet ainsi en cause le ministre de l'intérieur  Antonino Armindo, membre du KHUNTO, qui entretient des liens avec l'organisation Korka, et ceux du Parti vert avec le 7-7. Les deux partis sont accusés de mettre en avant les membres et dirigeants de ces groupes ainsi que leur sigles et symboles gestuels, une proximité qualifiée d'« infiltration » pouvant contribuer aux violences politiques. Ramos-Horta appelle en conséquences les électeurs à ne pas voter pour ces partis et leurs « dirigeants sans scrupules ».

## Résultats
|                        |                                                                        |         |       |      |        |               |  |  |  |  |  |  |  |  |
| Parti                  | Parti                                                                  | Voix    | %     | +/-  | Sièges | +/-           |  |  |  |  |  |  |  |  |
|                        | Congrès national de reconstruction timoraise (CNRT)                    | 288 289 | 41,63 | –    | 31     | 10            |  |  |  |  |  |  |  |  |
|                        | Front révolutionnaire pour l'indépendance du Timor oriental (Fretilin) | 178 338 | 25,75 | 8,43 | 19     | 4             |  |  |  |  |  |  |  |  |
|                        | Parti démocrate (PD)                                                   | 64 517  | 9,32  | 1,25 | 6      | 1             |  |  |  |  |  |  |  |  |
|                        | Kmanek Haburas Unidade Nasional Timor Oan (KHUNTO)                     | 52 031  | 7,51  | –    | 5      | en stagnation |  |  |  |  |  |  |  |  |
|                        | Parti de libération du peuple (PLP)                                    | 40 720  | 5,88  | –    | 4      | 4             |  |  |  |  |  |  |  |  |
|                        | Parti vert du Timor (PVT)                                              | 25 106  | 3,63  | Nv.  | 0      | en stagnation |  |  |  |  |  |  |  |  |
|                        | Parti uni pour le développement et la démocratie (PUDD)                | 21 647  | 3,13  | –    | 0      | 1             |  |  |  |  |  |  |  |  |
|                        | Association monarchique populaire du Timor (APMT)                      | 6 678   | 0,96  | –    | 0      | en stagnation |  |  |  |  |  |  |  |  |
|                        | Parti populaire de la liberté Aileba (PLPA)                            | 3 272   | 0,47  | –    | 0      | en stagnation |  |  |  |  |  |  |  |  |
|                        | Centre d'action social démocrate timorais (CASDT)                      | 3 170   | 0,46  | –    | 0      | en stagnation |  |  |  |  |  |  |  |  |
|                        | Parti socialiste du Timor (PST)                                        | 2 415   | 0,35  | –    | 0      | en stagnation |  |  |  |  |  |  |  |  |
|                        | Parti républicain (PR)                                                 | 1 558   | 0,22  | 0,43 | 0      | en stagnation |  |  |  |  |  |  |  |  |
|                        | Parti démocrate chrétien (PDC)                                         | 1 262   | 0,18  | –    | 0      | en stagnation |  |  |  |  |  |  |  |  |
|                        | Union démocratique timoraise (UDT)                                     | 1 256   | 0,18  | –    | 0      | 1             |  |  |  |  |  |  |  |  |
|                        | Union nationale démocratique de résistance timoraise (UNDERTIM)        | 1 023   | 0,15  | –    | 0      | en stagnation |  |  |  |  |  |  |  |  |
|                        | Mouvement liberté pour les Maubères (MLPM)                             | 642     | 0,09  | –    | 0      | en stagnation |  |  |  |  |  |  |  |  |
|                        | Parti pour le développement national (PDN)                             | 597     | 0,09  | –    | 0      | en stagnation |  |  |  |  |  |  |  |  |
|                        |                                                                        |         |       |      |        |               |  |  |  |  |  |  |  |  |
| Votes valides          | Votes valides                                                          | 692 521 | 98,13 |      |        |               |  |  |  |  |  |  |  |  |
| Votes invalides        | Votes invalides                                                        | 10 473  | 1,48  |      |        |               |  |  |  |  |  |  |  |  |
| Votes blancs           | Votes blancs                                                           | 2 698   | 0,38  |      |        |               |  |  |  |  |  |  |  |  |
| Total                  | Total                                                                  | 705 692 | 100   | –    | 65     | en stagnation |  |  |  |  |  |  |  |  |
| Abstentions            | Abstentions                                                            | 184 453 | 20,72 |      |        |               |  |  |  |  |  |  |  |  |
| Inscrits/Participation | Inscrits/Participation                                                 | 890 145 | 79,28 |      |        |               |  |  |  |  |  |  |  |  |

## Analyse et conséquences

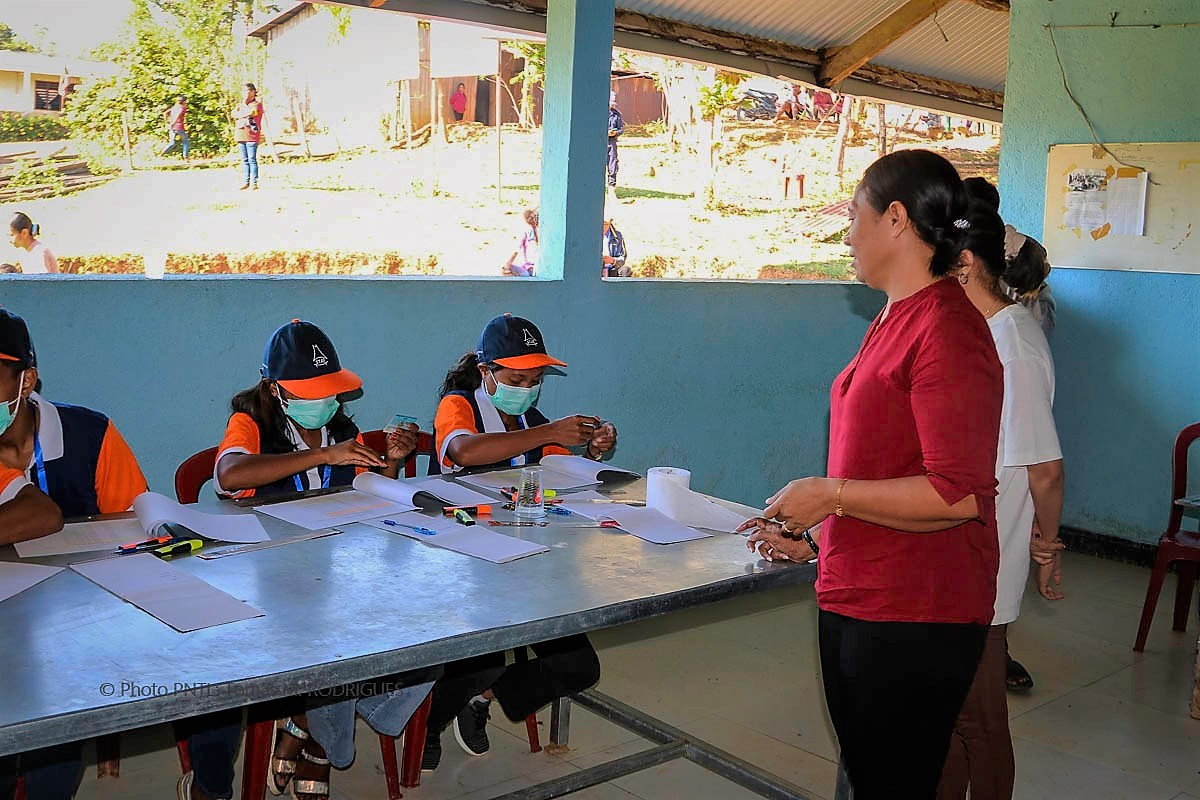
Bureau de votes à Liurai, dans l'Aileu

Parti arrivé en tête par municipalité.

La participation reste élevée avec 79,30 % des inscrits, soit un léger recul par rapport aux 80,98 % obtenus en 2018. Le scrutin voit arrivé largement en tête le Congrès national de reconstruction timoraise (CNRT), qui remporte à lui seul 31 sièges sur 65, frôlant la majorité absolue. Son principal adversaire, le Front révolutionnaire pour l'indépendance du Timor oriental (Fretilin) arrive loin derrière, suivi du Parti démocrate (PD), du  Kmanek Haburas Unidade Nasional Timor Oan (KHUNTO) et du Parti de libération du peuple (PLP), tandis que le Parti vert du Timor échoue de peu de franchir le seuil électoral de 4 % pour sa première participation à des élections nationales,.
Malgré leur accord pré-électoral, Fretilin, KHUNTO et PLP ne parviennent pas à réunir ensemble la majorité des sièges. Si le Fretilin conserve de bons résultats dans ses fiefs électoraux de Lautém, Viqueque et Baucau où il arrive en tête, il subit un net recul partout ailleurs au profit du CNRT, qui obtient même 51 % des suffrages à lui seul à Ermera. Le gouvernement sortant aurait ainsi subi le mécontentement de l'électorat envers l'instabilité de ses partis membres, tenus pour responsables de l'interruption du fonctionnement des institutions en pleine pandémie de Covid-19. Les résultats du Fretilin — les pires de son histoire — sont notamment vécus en interne comme une « humiliation » et conduisent à des appels à la démission de ses deux principaux dirigeants, Marí Alkatiri et Francisco Guterres,.

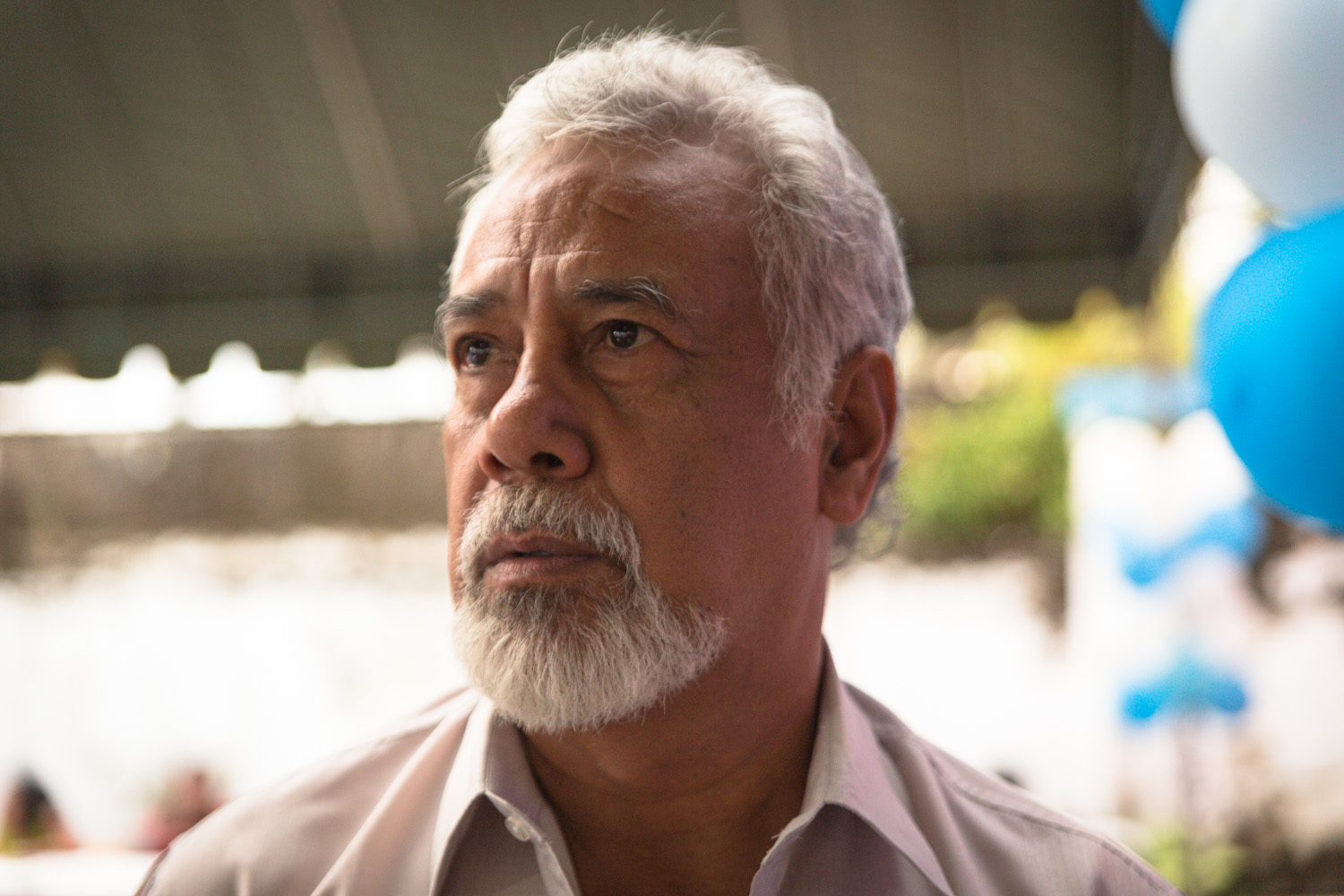
Xanana Gusmão

Suivi par plus de 250 observateurs internationaux dont ceux du Programme des Nations unies pour le développement, de la Communauté des pays de langue portugaise, de l'Union européenne et de l'Australie voisine, le scrutin est par ailleurs perçu comme une nouvelle victoire pour la jeune démocratie est-timoraise, qui connaît une nouvelle alternance politique à l'issue d'élections équitables, libres et transparentes malgré l'instabilité politique et le caractère toujours précaire de son économie, fortement dépendante des hydrocarbures. Après avoir reconnu les résultats, le gouvernement sortant s'engage ainsi à conduire la transition de manière apaisée,.
Dans son discours de victoire, Xanana Gusmão appelle à mettre en œuvre le besoin de changement exprimé selon lui dans les urnes. La victoire du CNRT lui permet de retrouver le poste de Premier ministre via la conclusion le 5 juin d'un accord de coalition avec le PD. La session inaugurale du nouveau parlement intervient le 22 juin suivant, et voit l'élection à sa présidence de Maria Fernanda Lay. Membre du CNRT, celle ci devient la première femme élue à ce poste. L'alliance du CNRT et du PD est entérinée par l'élection de deux vice présidents, Maria Teresinha Veigas et Alexandrino Afonso Nunez, respectivement membres de ces deux partis.
La composition du Gouvernement Gusmão III est présentée au président José Ramos Horta le 29 juin, suivie de la prestation de serment de ses membres le 1er juillet au palais présidentiel. Comme attendu, Xanana Gusmão en est le Premier ministre, avec Kalbuadi Lay et le dirigeant du Parti démocrate Sabino Lopez pour vice-Premier ministres. Sur les 22 ministres composant le nouveau gouvernement, 17 sont du CNRT et 3 du PD, les deux derniers étant indépendants. La victoire du CNRT met fin à la période de cohabitation que connaissait le pays, désormais gouverné par un chef d'Etat et un chef du gouvernement du même parti politique,. Lors de la cérémonie de prestation de serment, Ramos-Horta appelle le gouvernement à faire de l'accession du pays à l'Association des nations de l'Asie du Sud-Est (ASEAN) une priorité.